# Prozak Soup
Prozak Soup és un grup musical valencià liderat pel cantant Joan Palomares.
En 2014 presenten un àlbum amb propostes sonores novedoses, ja que combinen elements del post-hardcore, l'electro, i el hip-hop. Al seu segon treball, en 2016, aprofundixen en este estil eclèctic, que ells definixen com a 'electro-core'.
L'últim disc, l'onomatopeic Blablabla, és una crítica a la superficialitat de la societat actual, en què es parla molt, però es comunica molt poc. Musicalment, se centren en la vessant electrònica del seu mestissatge.
El tema 'Come on' va obtindre el guardó al millor videoclip en els Premis Ovidi 2019 i en els Premis Carles Santos 2019.

## Discografia
- Imbècil, (Mésdemil, 2014)
- Bang!, (Maldito Records, 2016)
- Very empastre, (Autoedició, 2017)
- Blablabla, (Halley Supernova, 2019)[6]